# Asmita Gardens
Asmita Gardens este un complex rezidențial în București, în apropierea intersecției dintre Calea Văcărești și Splaiul Unirii. Complexul imobiliar este compus din șapte turnuri cu o suprafață de 70000 m², având un număr total de 765 de apartamente dintre care 60 de apartamente cu 4 camere, 296 cu 3 camere, 332 apartamente cu două camere, 70 de apartamente studio, 7 penthouse-uri, 5900 m² de spații comerciale și 9000 m² de grădini, locuri de joacă pentru copii și spații verzi.
Complexul este format din șapte turnuri, cinci dintre acestea având 17 etaje (64m), un turn format din 21 de etaje (80m) și un turn cu 25 de etaje (92.2). Fiecare turn are la ultimul etaj un penthouse de 200 m² și o terasă cu aceeași suprafață.
Complexul a fost executat în două etape. Primele 3 turnuri construite în faza I (T5, T6 și T7), au fost terminate și date spre folosință în aprilie 2009, celelalte patru (T1, T2, T3 și T4) situate pe malul Dâmboviței, au fost finalizate în faza a II-a, în septembrie 2009. La 92,2 m (302 ft), turnul de 25 de etaje T3 este cea mai înaltă clădire rezidențială din București.
| Turn | Culoare    | Nr. etaje | Înălțime (m) | Nr. camere apartamente | Nr. camere apartamente | Nr. camere apartamente | Nr. camere apartamente | Nr. camere apartamente | Faza |
| ---- | ---------- | --------- | ------------ | ---------------------- | ---------------------- | ---------------------- | ---------------------- | ---------------------- | ---- |
| Turn | Culoare    | Nr. etaje | Înălțime (m) | 1                      | 2 (A)                  | 2 (B)                  | 3                      | 4                      | Faza |
| T1   | roșu       | 17        | 64           |                        | X                      |                        | X                      |                        | II   |
| T2   | portocaliu | 17        | 64           |                        | X                      |                        | X                      | X                      | II   |
| T3   | galben     | 25        | 92,2         | X                      | X                      | X                      |                        |                        | II   |
| T4   | bleu       | 17        | 64           |                        | X                      |                        | X                      |                        | II   |
| T5   | verde      | 17        | 64           | X                      | X                      | X                      |                        |                        | I    |
| T6   | albastru   | 21        | 80           |                        | X                      |                        | X                      |                        | I    |
| T7   | mov        | 17        | 64           |                        | X                      |                        | X                      | X                      | I    |

Deși arhitectul Călin Negoescu le consideră cele mai sigure din oraș, compania Asmita Gardens a dat în judecată firma Strabag, constructorul clădirii, citând o expertiză realizată de inginerul danez Bjarne Virenfeldt care acuză „calitatea foarte redusă a execuției betonării”.
Investitia în proiect s-a ridicat la circa 120 de milioane de euro, iar compania Asmita Gardens a intrat în insolvență la începutul lui 2012 și a fost pusă sub managementul administratorului judiciar Euro Insol. Principalul creditor al Asmita Gardens este Alpha Bank, care deține o pondere de circa 70% din totalul datoriilor, în timp ce dezvoltatorii proiectului, companiile Charlemagne din Marea Britanie și Asmita Group din India, s-au înscris la masa credală cu câte 16 mil. euro fiecare, potrivit lui Borza. Acesta a demarat un plan de a vinde în termen de 16 luni apartamente în valoare de 23 de milioane de euro, scăzând prețul de la 1600 la 1000 de euro pe m², iar în 2013 a anunțat că a reușit să vândă 21 de apartamente în luna aprilie a aceluiași an.